# Acoraceae
Classification APG III (2009)
Famille
Répartition géographique
La famille des Acoracées  ne comprend que quelques espèces appartenant au seul genre Acorus.  Elle est représentée en France par le jonc odorant ou acore odorant (Acorus calamus) dont on peut extraire, par distillation des rhizomes, une huile essentielle utilisée en parfumerie et en médecine.

## Étymologie
Le nom vient du genre type Acorus qui dérive du grec ἄκος / acos, remède, et κορις / koris, pupille, nom utilisé par le botaniste grec Dioscoride (25 - 90 apr. J.-C.) pour désigner la racines de l'iris pâle (Iris pallida) confondu avec l'iris jaune (Iris pseudacorus). Les deux étaient utilisés en médecine pour soigner les yeux.

## Classification
Dans la classification classique le genre Acorus était placé dans la famille des Aracées.  La classification phylogénétique en fait une famille à part et la place dans un ordre particulier les Acorales. Ces plantes de zones uliginaires sont considérées comme les monocotylées les plus primitives.

## Liste des genres
Selon World Checklist of Selected Plant Families (WCSP) (14 avr. 2010), Angiosperm Phylogeny Website (20 mai 2010), NCBI (14 avr. 2010), DELTA Angio (14 avr. 2010) et ITIS (14 avr. 2010) :
- genre Acorus L. (1753)